# Jan Mayen

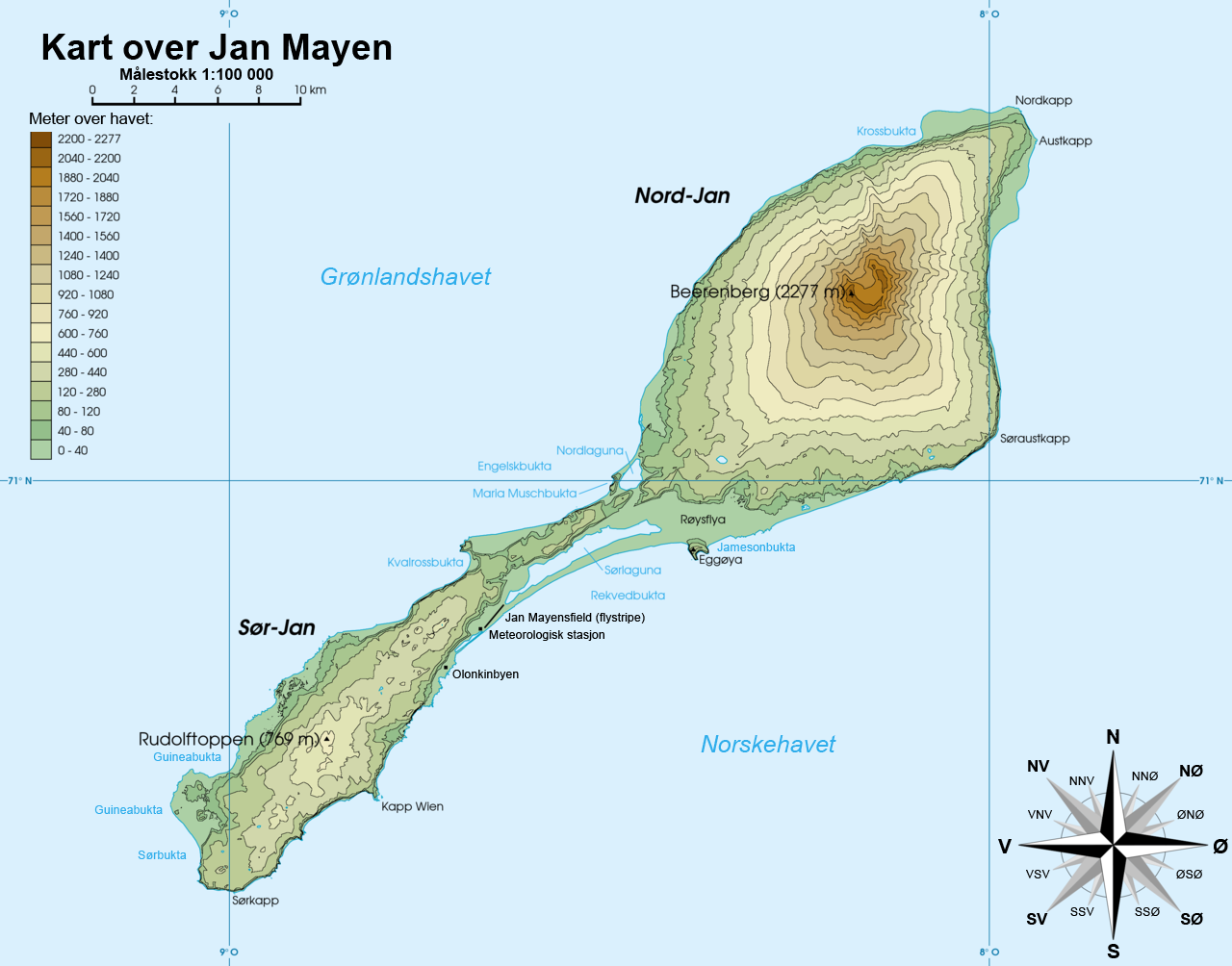
Topografia da ilha Jan Mayen

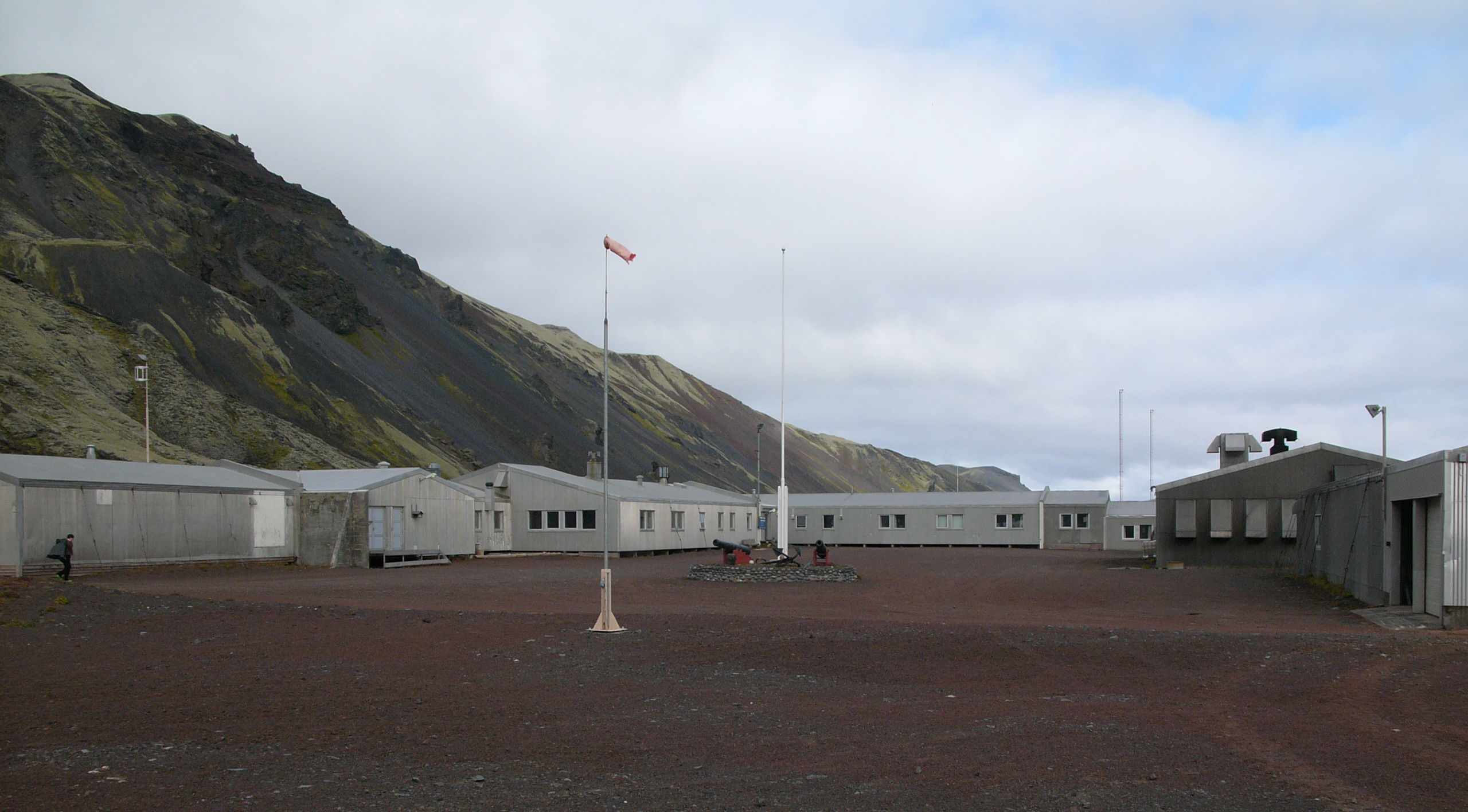
Olonkinbyen em agosto.

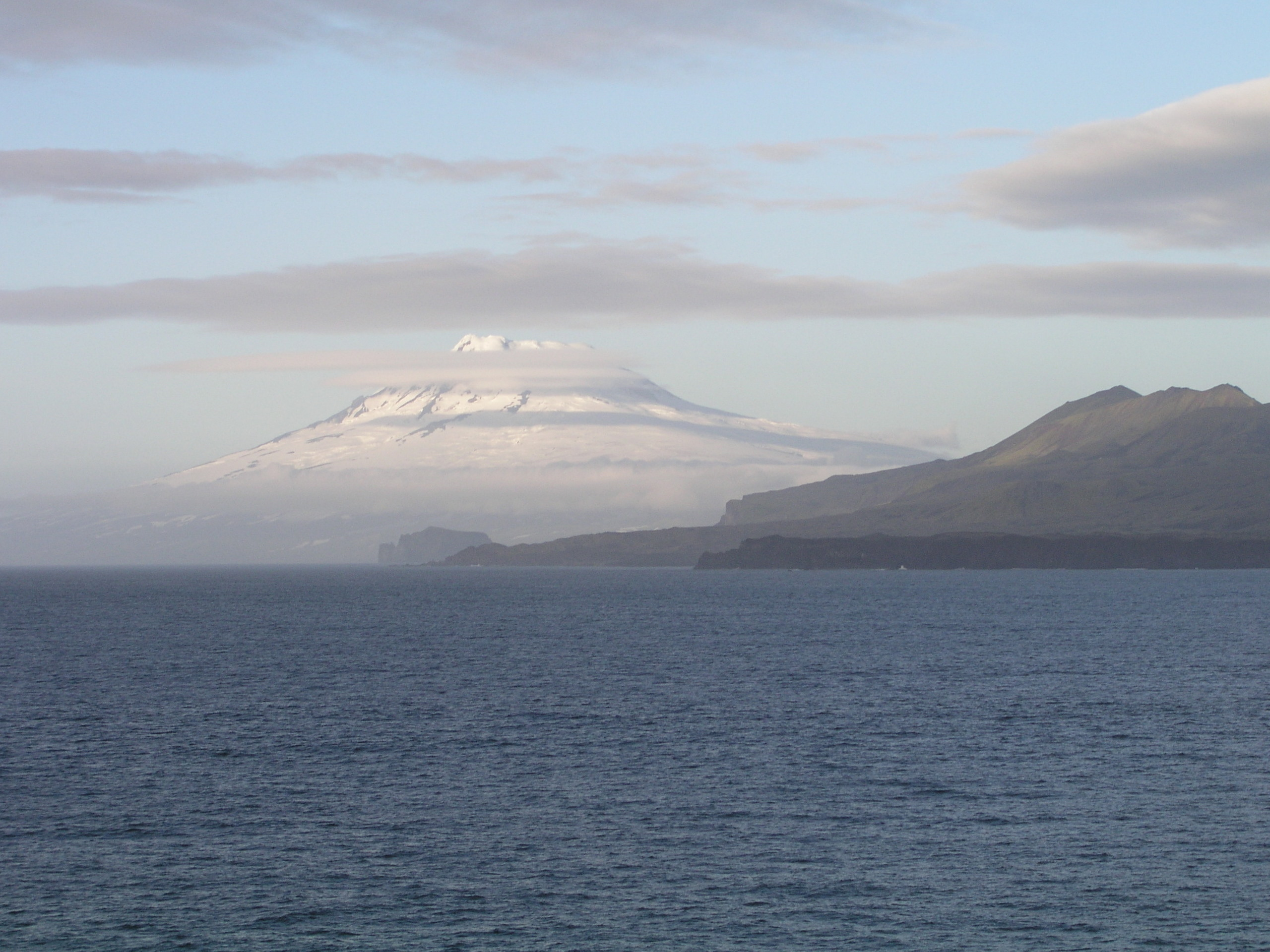
O vulcão Beerenberg coberto de neve visto por detrás das colinas costeiras de Sør-Jan (na metade sul da ilha).

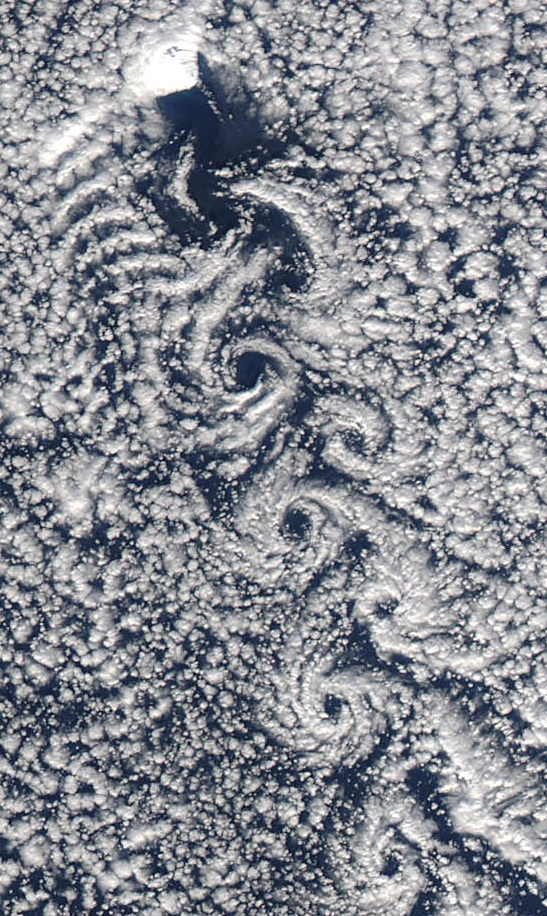
Linha de vórtices de von Kármán criada pelo vulcão Beerenberg sob ventos do quadrante oeste.

Jan Mayen (pronúncia norueguesa: /jɑn ˈmɑ̀ɪən/) é uma ilha vulcânica localizada no Oceano Ártico, com 55 km de comprimento máximo (sudoeste-nordeste) e 377 km2 de área, parcialmente coberta por glaciares (que ocupam uma área de 114,2 km2 em torno do vulcão Beerenberg), um grande estratovulcão ativo. A ilha é composta por duas partes desiguais, ligadas por um istmo com apenas 2,5 km de largura: a parte maior, a nordeste, conhecida por Nord-Jan, é constituída pelo cone do Beerenberg; a parte menor, para o sul, conhecida por Sør-Jan, é ocupada por colinas. A ilha situa-se a cerca de 600 km a nordeste da Islândia (495 km a NE de Kolbeinsey), a cerca de 500 km a leste da zona central da Gronelândia e a 900 km a noroeste de Vesterålen, na Noruega. A ilha é montanhosa, tendo o seu ponto mais alto a 2277 m de altitude, no cume do vulcão Beerenberg, no norte da ilha. No istmo localizam-se duas lagunas de grande dimensão, a Sørlaguna (Laguna do Sul) e a Nordlaguna (Laguna do Norte), a que se junta uma terceira laguna, a Ullerenglaguna (Laguna de Ullereng) na costa sul do Beerenberg. A ilha de Jan Mayen resulta da existência de um ponto quente do manto terrestre, o Jan Mayen hotspot, e pode ser geologicamente considerada um microcontinente. Com clima polar, caracterizado por temperaturas baixas e ventos constantes, a ilha é um território sob soberania da Noruega, desabitado à exceção de uma pequena guarnição que mantém em funcionamento uma estação meteorológica e uma base de telecomunicações. A única localidade existente no território é Olonkinbyen.

## Estatuto e economia
Embora sejam territórios administrados separadamente, na norma ISO 3166-1, as ilhas Jan Mayen e Svalbard são designados coletivamente como Svalbard e Jan Mayen, com o código de país de duas letras "SJ". A ilha Jan Mayen é parte integrante do Reino da Noruega. Desde 1995, o território de Jan Mayen é administrado pelo governador (statsforvalter) do condado de Nordland, no norte da Noruega, a parte do território norueguês do qual a ilha está mais próxima. No entanto, alguma autoridade sobre Jan Mayen está atribuída ao comandante da estação da Organização Logística de Defesa Norueguesa, um ramo das Forças Armadas Norueguesas, que funciona na ilha.
Apesar de ter sido uma importante base de baleação no Ártico, a ilha Jan Mayen tem presentemente apenas um recurso natural explorável, cascalho, recolhido de um local localizado em Trongskaret. Em terra, a atividade económica está limitada à prestação de serviços para os funcionários das estações de comunicações via rádio e de meteorologia do governo da Noruega localizadas na ilha.
Jan Mayen é servida um aeródromo com pista de aterragem não pavimentada, o Jan Mayensfield, com 1585 m de comprimento. A linha de costa, com 124,1 km de comprimento, não tem qualquer porto praticável, sendo servida apenas por ancoradouros.
Os únicos habitantes da ilha são funcionários que trabalham para as Forças Armadas Norueguesas e para o Instituto Meteorológico da Noruega (o Meteorologisk institutt). Em termos médios, 18 pessoas passam o inverno na ilha, mas a população pode quase dobrar, para cerca de 35 pessoas, durante o verão, quando é realizada a manutenção pesada das infraestruturas ali existentes. Os funcionários servem na ilha por seis meses ou um ano e são trocados duas vezes por ano, em abril e outubro. A equipe de apoio, incluindo mecânicos, cozinheiros e uma enfermeira, é composta por militares.
Os militares operaram uma base Loran-C, a Estação Loran-C Jan Mayen, até esta estrutura ter sido desativada no final de 2015 por obsolescência tecnológica. Tanto o transmissor Loran-C quanto a estação meteorológica estão localizados a poucos quilómetros do povoado de Olonkinbyen (vila de Olonkin), assentamento onde se concentram todos os alojamentos.

### Recursos naturais
Existem recursos pesqueiros importantes nas águas em torno da ilha, e a existência de Jan Mayen estabelece uma grande zona económica exclusiva ao seu redor. Uma disputa entre a Noruega e Dinamarca sobre a zona de exclusão de pesca entre Jan Mayen e a Gronelândia foi resolvida em 1988, concedendo à Dinamarca a maior área de soberania. Existem indicações que apontam para a presença de depósitos significativos de petróleo e gás natural sob os fundos marinhos em torno de Jan Mayen.

### Transportes e comunicações
O transporte para a ilha é fornecido por aviões C-130 Hercules de transporte militar operados pela Força Aérea Real da Noruega que pousam na pista de cascalho de Jan Mayensfield. Os aviões voam de Base Aérea de Bodø oito vezes por ano. Como o aeroporto não tem capacidade de aterragem por instrumentos, é necessária boa visibilidade durante a operação, não sendo raro os aviões terem de regressar a Bodø, a duas horas de distância, sem aterrar.
Para mercadorias pesadas, os navios de carga visitam a ilha durante o verão, mas como não há portos, os navios são obrigados a ancorar ao largo, sendo feito o transbordo para barcaças que levam as cargas até terra.
Apesar da ilha não ter população residente permanente, o território tem atribuído o código de país da norma ISO 3166-1 alfa-2 «SJ» (juntamente com Svalbard). Apesar disso, está ali em uso o código de  domínio de topo na Internet (ccTLD) .no (embora .sj esteja alocado, não é usado) e é usado o código de dados «JN». Jan Mayen tem telefone e conexão de Internet via satélite, usando números de telefone noruegueses (código de país 47). O prefixo de radioamador usa o indicativo de chamada «JX».
Tem um código postal, NO-8099 JAN MAYEN, mas o tempo de entrega postal é incerto, especialmente durante o inverno.

## História
A história de Jan Mayen, tal como das restantes ilhas do Atlântico Norte, está emersa em muitas incertezas já que o seu comprovado reconhecimento por navegadores europeus foi tardio. Dada a rudeza do clima e os escassos recursos naturais disponíveis, a ilha nunca foi habitada em permanência, sendo antes utilizada como ponto de apoio na baleação e para fins militares.

### Descoberta não verificada de umaterra nullius
Entre os séculos V e IX (400–900 CE), numerosas comunidades de monges originárias da Irlanda (Papar) navegaram pelo Atlântico Norte em barcos de couro, explorando e às vezes estabelecendo-se em ilhas distantes onde suas comunidades monásticas poderiam ser separadas do contacto próximo com outras pessoas. Existem fortes indícios de sua presença nas ilhas Faroe e na Islândia antes da chegada dos Viking, e crónicas gaélicas medievais, como o famoso Viagem de São Brendan, o Abade, testemunham o grande interesse pela exploração na época. Uma viagem transatlântica moderna provou a capacidade dos primeiros navegadores de alcançar todas as terras do Atlântico Norte situadas ainda mais longe da Irlanda do que Jan Mayen, o que poderiam fazer, com ventos favoráveis, a uma velocidade aproximadamente igual à dos iates modernos. Embora haja forte probabilidade de ter ocorrido, não há nenhum traço físico direto de desembarques ou assentamentos medievais em Jan Mayen.
A terra chamada Svalbarð ("costa fria") pelos vikings no início do livro medieval Landnámabók pode ter sido Jan Mayen (em vez de Spitsbergen, renomeada como Svalbard pelos noruegueses nos tempos modernos). A distância da Islândia para Svalbarð mencionada naquela crónica é de dois dias de navegação (com ventos favoráveis), consistente com os cerca de 550 km que medeiam entre as costas islandesas e Jan Mayen e não com os mais de 1550 km que dista Spitsbergen.
Contudo, por mais que Jan Mayen possa ter sido conhecido na Europa naquela época, foi posteriormente esquecido por vários séculos, já que registos seguros do conhecimento da sua existência só surgem na primeira metade do século XVII.
A partir das primeiras décadas de 1600 foram muitas as reivindicações de redescoberta da ilha, estimuladas pela rivalidade na exploração das áreas de baleação do Ártico. Nesse período a ilha recebeu diversos nomes consoante os relatos de (re)descoberta.
De acordo com Thomas Edge, um capitão baleeiro do início do século XVII conhecido pela imprecisão dos seus relatos, teria sido um «William Hudson» a descobrir a ilha em 1608, tendo-a denominado de «Hudson's Touches» (ou Tutches). No entanto, o conhecido explorador Henry Hudson só poderia ter ali passado na sua viagem de 1607 (se tivesse feito um desvio ilógico) e não faz dessa improvável visita qualquer menção no seu diário.
De acordo com William Scoresby, referindo-se à crença hoje considerada errónea de que os neerlandesas haviam descoberto a ilha em 1611, a redescoberta teria sido obra de alguns baleeiros de Hull teriam encontrado a ilha «mais ou menos na mesma época» (isto é por volta de 1611) e a teriam denominado de "Ilha da Trindade". Samuel Muller interpretou esses relatos como significando que aqueles baleeiros encontraram Jan Mayen em 1611 ou 1612, o que foi repetido por múltiplos autores subsequentes. Contudo, de facto, não houve baleeiros de Hull a partir para o mar em nenhum desses anos, sendo que a primeira expedição baleeira de Hull foi enviada para a região em torno da ilha apenas em 1616. Tal como acontece com a reivindicação anterior feita por Thomas Edge, não é conhecida qualquer prova cartográfica ou escrita para esta suposta descoberta.

### Exploração neerlandesa
As primeiras viagens comprovadas a Jan Mayen foram feitas por três expedições separadas que ocorreram no verão de 1614, provavelmente com um mês de diferença entre si. O neerlandês Fopp Gerritsz, que comandava uma expedição baleeira enviada pelo inglês John Clarke, de Dunkirk, afirmou (em 1631) ter descoberto a ilha em 28 de junho daquele ano de 1614, tendo-lhe dado o nome de «ilha Isabella».
Em janeiro de 1614 foi criada a Noordsche Compagnie (Companhia do Norte), inspirada na Companhia Holandesa das Índias Orientais. A empresa tinha como objetivo apoiar a caça à baleia feita por neerlandeses no Ártico. Dois de seus navios, financiados por mercadores de Amsterdam e Enkhuizen, chegaram a Jan Mayen em julho de 1614. Os capitães desses navios eram Jan Jacobszoon May van Schellinkhout (de cujo nome deriva a atual designação da ilha), ao comando do Gouden Cath (Gato Dourado), e Jacob de Gouwenaer, ao comando do Orangienboom (Laranjeira). Estes capitães terão acordado dar à ilha o nome de Joris Eylant (ilha de Joris), em homenagem ao cartógrafo holandês Joris Carolus, que estava a bordo de um dos navios e mapeou a ilha. Estes mesmos capitães reconheceram que um terceiro navio holandês, o Cleyn Swaentgen (Pequeno Cisne), capitaneado por Jan Jansz Kerckhoff e financiado pelos acionistas da Noordsche Compagnie de Delft, já havia estado na ilha quando eles ali chegaram. Terão presumido que este último último, que batizou a ilha de Maurits Eylandt (ou ilha Maurício), em homenagem a Maurício de Nassau, Príncipe de Orange, relataria a sua descoberta aos Estados Gerais. No entanto, os comerciantes de Delft decidiram manter a descoberta em segredo e retornaram em 1615 para caçar baleias para seu próprio benefício. A disputa que se seguiu só foi resolvida em 1617, embora ambas as empresas tenham sido autorizadas a balear em Jan Mayen nesse período.
Em 1615, o baleeiro inglês Robert Fotherby desembarcou na ilha. Aparentemente pensando que havia feito uma nova descoberta, denominou a ilha como Ilha de Sir Thomas Smith (ou Sir Thomas Smith's Island) e o vulcão (hoje o Beerenberg) como Monte Hakluyt. Num mapa elaborado por volta de 1634, o cartógrafo Jean Vrolicq renomeou a ilha como Île de Richelieu (ilha de Richelieu).
A designação de «ilha Jan Mayen» apareceu pela primeira vez na edição de 1620 do mapa da Europa de Willem Jansz Blaeu, reedição aumentada e atualizada da obra originalmente publicado por Cornelis Doedz em 1606. Blaeu, que vivia em Amsterdam, deu à ilha o nome de «Jan Mayen» em homenagem ao capitão Jan Jacobszoon May van Schellinkhout, do navio Gouden Cath, cuja expedição fora financiada por mercadores de Amsterdam. Blaeu apresentou o primeiro mapa detalhado da ilha no seu famoso atlas Zeespiegel de 1623, fixando assim o nome atual da ilha.

### Base baleeira neerlandesa
De 1615 a 1638, a ilha Jan Mayen foi usada como base baleeira pela Noordsche Compagnie holandesa, que havia recebido o monopólio da caça às baleias nas regiões árticas que lhe fora concedido pelos Estados Gerais em 1614. Apenas dois navios, um do Noordsche Compagnie, e o outro dos mercadores de Delft, operaram ao largo de Jan Mayen em 1615. No ano seguinte, uma vintena de navios foi enviada para a ilha. A Noordsche Compagnie enviou oito navios escoltados por três navios de guerra, comandados por Jan Jacobszoon Scrobop, enquanto os mercadores de Delft enviaram cinco navios sob o comando de Adriaen Dirckszoon Leversteyn, filho de um dos mercadores que haviam investido na companhia. Estavam na ilha também dois navios de Dunquerque, enviados por John Clarke, bem como um navio de Londres e outro de Hull.
Heertje Jansz, mestre do Hope, de Enkhuizen, escreveu um relato diário da temporada. Os navios levaram duas semanas para atingir as águas de Jan Mayen, chegando no início de junho. Em 15 de junho, encontraram os dois navios ingleses, que Schrobop permitiu que permanecessem, com a condição de que entregassem metade das capturas aos holandeses. Os navios de Dunquerque receberam as mesmas condições. No final de julho, o primeiro navio partiu com uma carga completa de óleo de baleia. Os restantes partiram no início de agosto, vários carregados de óleo.
Naquele ano, 200 homens viviam e trabalhavam sazonalmente na ilha, repartidos por seis estações baleeiras temporárias espalhadas ao longo da costa noroeste. Durante a primeira década da caça à baleia, mais de dez navios visitaram Jan Mayen em cada ano, enquanto no segundo período (1624 e posteriormente) foram enviados de cinco a dez navios. Com exceção de alguns navios de Dunquerque, que chegaram à ilha em 1617 e foram expulsos ou forçados a dar um terço de sua pesca aos holandeses, apenas os holandeses e mercadores de Hull enviaram navios para Jan Mayen de 1616 em diante.
Em 1624, foram construídas dez casas de madeira em Titeltbukta. Nessa época, os holandeses parecem ter abandonado as estações temporárias compostas por tendas feitas com velas e fornos improvisados, substituindo-as por duas estações semipermanentes com armazéns e habitações de madeira e grandes fornos de tijolos, um na já mencionada Titeltbukta (Baía do Sul) e o outro na Engelskbukta (Baía do Norte).
Em 1628, foram construídos dois fortes para proteger as estações. Entre os marinheiros ativos em Jan Mayen esteve o almirante Michiel Adriaenszoon de Ruyter. Em 1633, aos 26 anos de idade, foi pela primeira vez listado como oficial a bordo do De Groene Leeuw (O Leão Verde). Esteve novamente em Jan Mayen no ano de 1635, a bordo do mesmo navio.
Em 1632, a Noordsche Compagnie expulsou de Spitsbergen os baleeiros bascos empregados pelos dinamarqueses. Como vingança, estes navegaram até Jan Mayen, de onde os holandeses haviam partido para passar o inverno, para saquear o equipamento holandês e incendiar os assentamentos e fábricas. O capitão Outger Jacobsz, de Grootebroek, foi convidado a ficar no inverno seguinte (1633/1634) em Jan Mayen com seis companheiros para defender a ilha. Enquanto um grupo com a mesma tarefa sobreviveu ao inverno em Spitsbergen, todos os sete em Jan Mayen morreram de escorbuto ou triquinose (por comer carne crua de urso-polar), doenças agravadas pelas duras condições de invernia.
Durante a primeira fase da caça à baleia, as capturas foram geralmente boas, nalguns anos mesmo excepcionais. Por exemplo, Mathijs Janszoon Hoepstock capturou 44 baleias em Hoepstockbukta em 1619, que produziram 2300 barris de óleo de baleia. Durante a segunda fase, as capturas foram muito menores. Enquanto o ano de 1631 acabou sendo uma temporada muito boa, no ano seguinte, devido ao clima e ao gelo, apenas oito baleias foram capturadas. Em 1633, onze navios conseguiram capturar apenas 47 baleias; enquanto apenas 42 foram capturados pelo mesmo número em 1635. A baleia-da-gronelândia (Balaena mysticetus) foi caçada localmente quase até à extinção por volta de 1640 (aproximadamente 1000 foram mortas e processadas na ilha), altura em que Jan Mayen foi abandonada e permaneceu desabitada por dois séculos e meio, voltando apenas a ser ocupada durante o Ano Polar Internacional de 1882 a 1883.

### Séculos XIX e XX
Durante o Ano Polar Internacional de 1882 a 1883, a Expedição austro-húngara ao Pólo Norte permaneceu durante um ano em Jan Mayen. A expedição realizou um extenso mapeamento da área, sendo os seus mapas de tal qualidade que foram utilizados até a década de 1950. A estação polar do Império Austro-Húngaro na Ilha de Jan Mayen foi construída e equipada em 1882 totalmente a expensas do conde Johann Nepomuk Wilczek.
Ursos polares aparecem regularmente em Jan Mayen, embora o seu número tenha diminuído em comparação com épocas anteriores. Entre 1900 e 1920, vários caçadores noruegueses passaram os invernos em Jan Mayen, caçando raposas do Ártico e alguns ursos polares. Mas a exploração logo fez com que a população destes animais ficasse reduzida, pelo que os lucros diminuiram e a caça acabou. Os ursos polares nesta região do Ártico são geneticamente distinguíveis daqueles que vivem em outros lugares.
A Liga das Nações concedeu à Noruega jurisdição sobre a ilha e, em 1921, a Noruega abriu a primeira estação meteorológica. O Instituto Meteorológico da Noruega anexou a parte central da ilha à Noruega em 1922, estendendo a sua jurisdição a toda a ilha em 1926, quando Hallvard Devold era o chefe das observações meteorológicas com base no ilha. Em 27 de fevereiro de 1930, a ilha foi incorporada de jure como parte do Reino da Noruega.
Durante a Segunda Guerra Mundial, a Noruega continental foi invadida e ocupada pela Alemanha na primavera de 1940. A equipe de quatro homens que se encontrava em Jan Mayen permaneceu nos seus postos e num ato de desafio começou a enviar os seus boletins meteorológicos para o Reino Unido em vez da Noruega. Os britânicos deram a Jan Mayen o nome de código 'Island X' (Ilha X) e tentaram reforçá-la com tropas para neutralizar qualquer ataque alemão. O barco patrulha norueguês Fridtjof Nansen encalhou em Nansenflua, um dos muitos recifes de lava desconhecidos das ilhas e a tripulação de 68 homens abandonou o navio e juntou-se à equipe norueguesa em terra. O comandante da expedição britânica, motivado pela perda da canhoneira, decidiu abandonar Jan Mayen até a primavera seguinte e pediu um navio de resgate pela rádio. Em poucos dias, um navio chegou e evacuou os quatro noruegueses e seus supostos reforços, após demolir a estação meteorológica para evitar que caísse nas mãos dos alemães. Os alemães tentaram desembarcar uma equipa meteorológica na ilha em 16 de novembro de 1940, mas o navio alemão que trazia a equipa encalhou nas rochas perto de Jan Mayen depois que um navio de um contratorpedeiro britânico o ter deectado no radar. A detecção não foi por acaso, pois o plano alemão havia sido comprometido desde o início com a intercepção de mensagens pelo Radio Security Service das comunicações do Abwehr (o serviço de inteligência alemão) sobre a operação. A maior parte da tripulação lutou para desembarcar e foi feita prisioneira por um grupo de desembarque do contratorpedeiro.
Forças dos Aliados retornaram à ilha em 10 de março de 1941, quando o navio norueguês Veslekari, escoltado pelo barco patrulha Honningsvaag, deixou 12 meteorologistas noruegueses em Jan Mayen. As transmissões de rádio da equipa logo traíram sua presença para o Eixo, e os aviões alemães da Noruega começaram a bombardear e metralhar Jan Mayen sempre que o tempo permitia, mas causaram poucos danos. Logo chegaram suprimentos e reforços, e até alguns canhões antiaéreos, dando à ilha uma guarnição de algumas dezenas de meteorologistas e soldados. Em 1941, a Alemanha havia perdido a esperança de expulsar os Aliados da ilha e os constantes ataques aéreos pararam.
Em 7 de agosto de 1942, um avião alemão Focke-Wulf Fw 200 Condor, provavelmente numa missão destinada a bombardear a estação, colidiu com a encosta da montanha próxima de Danielssenkrateret na névoa, matando sua tripulação de nove militares. In 1950, the wreck of another German plane with four crew members was discovered on the southwest side of the island. Em 1943, os americanos estabeleceram uma estação de localização de rádio chamada Atlantic City no norte da ilha para tentar localizar bases de rádio alemãs na Gronelândia.
Após a guerra, a estação meteorológica foi localizada em Atlantic City, mas mudou-se em 1949 para um novo local. A Rádio Jan Mayen também serviu como uma importante estação de rádio para o tráfego de navios no Oceano Ártico. Em 1959 a NATO começou a construir a rede LORAN-C em locais do Oceano Atlântico. Um dos transmissores foi destinado a Jan Mayen. Em 1961, as novas instalações militares, incluindo um novo aeródromo, estavam operacionais.
Por algum tempo, os cientistas duvidaram que o vulcão Beerenberg estivesse ativo, mas em 1970 entrou em erupção durante cerca de três semanas, adicionando outro 3 km2 de terra à ilha. Voltou a entrar em erupção em 1973 e em 1985. Durante uma erupção, a temperatura do mar ao redor da ilha pode aumentar de pouco acima de zero para cerca de 30 ºC.
As estações e cabanas históricas da ilha são Hoyberg, Vera, Olsbu, Puppebu (cabine), Gamlematten ou Gamlestasjonen (a antiga estação meteorológica), Jan Mayen Radio, Helenehytta, Margarethhytta e Ulla (uma cabana no sopé do Beerenberg).

## Galeria

Localização relativa de Jan Mayen no Oceano Árctico.
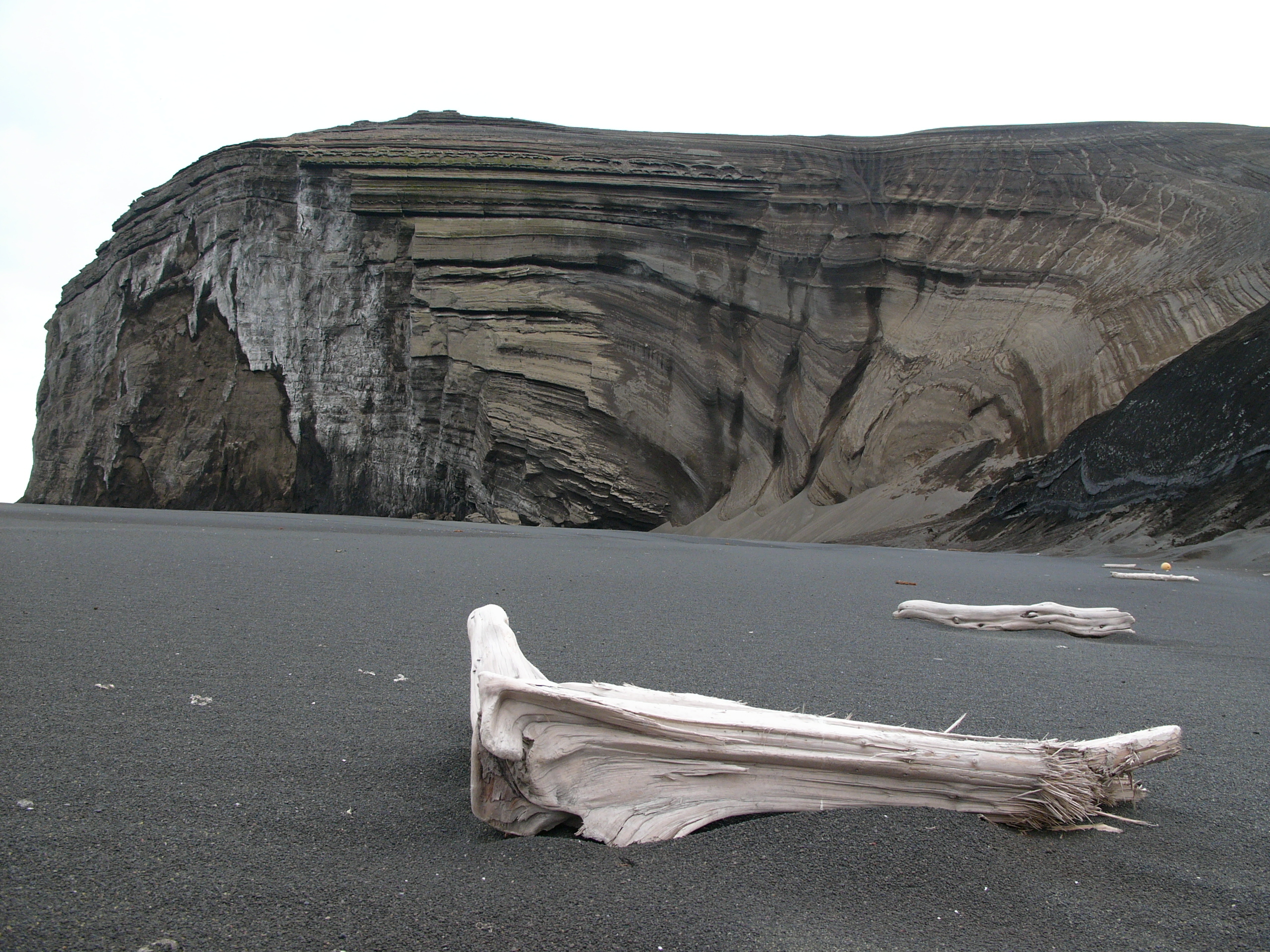
Uma praia da ilha Jan Mayen.
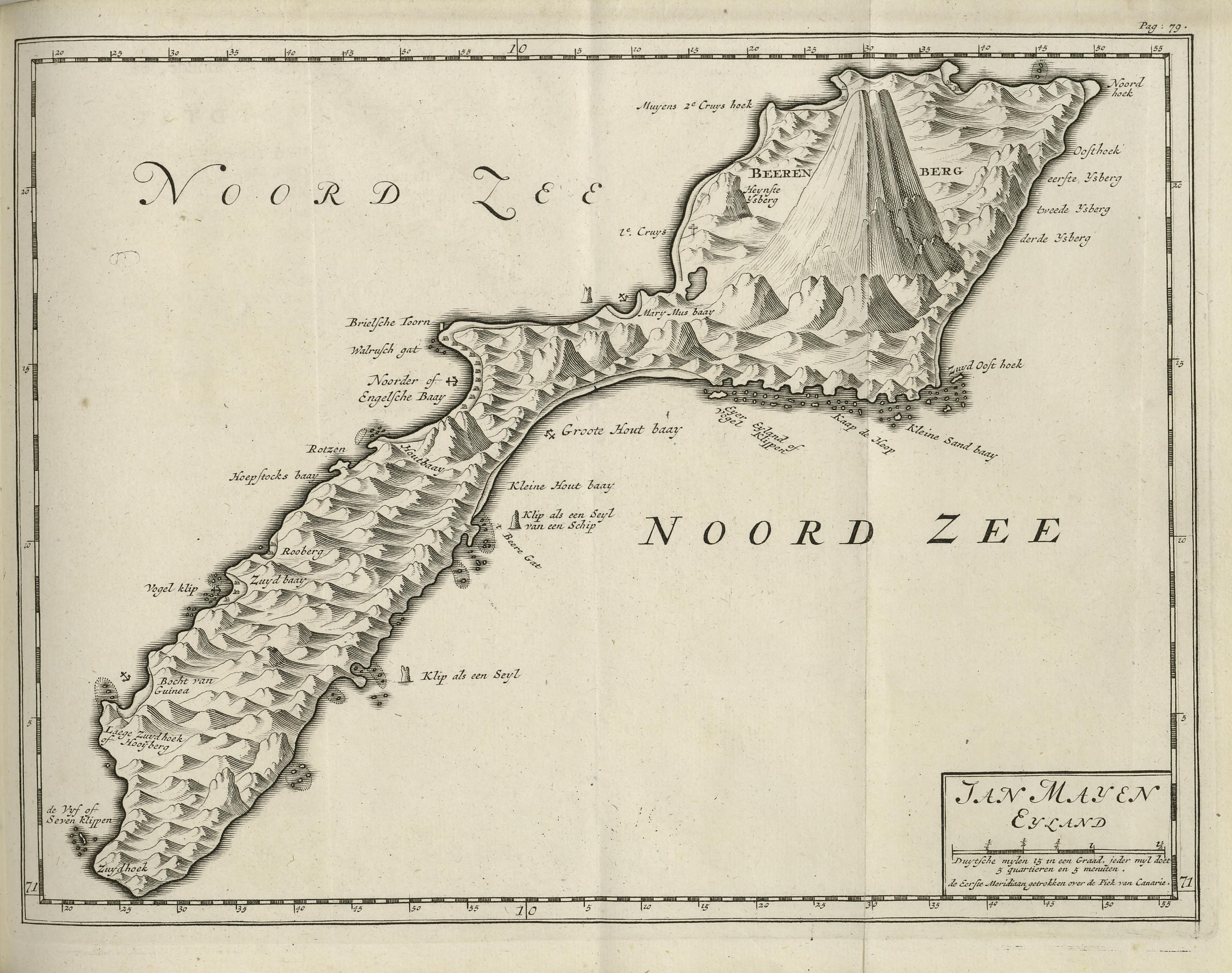
Um mapa de Jan Mayen do período das grandes explorações nerlandesas (c. 1590s–1720s).
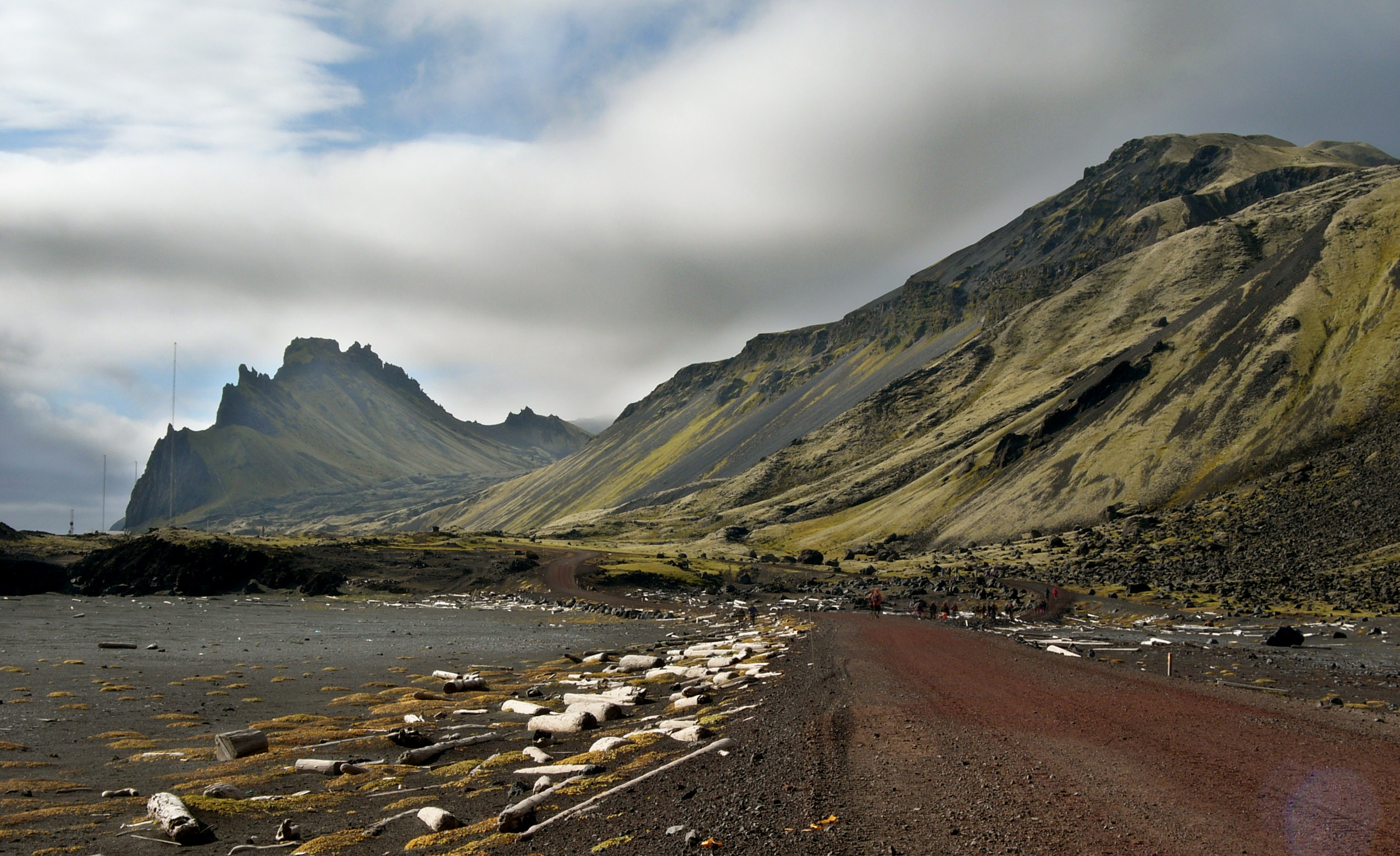
Caminho ao longo da costa oeste da ilha, a cerca de 500 m da estação.
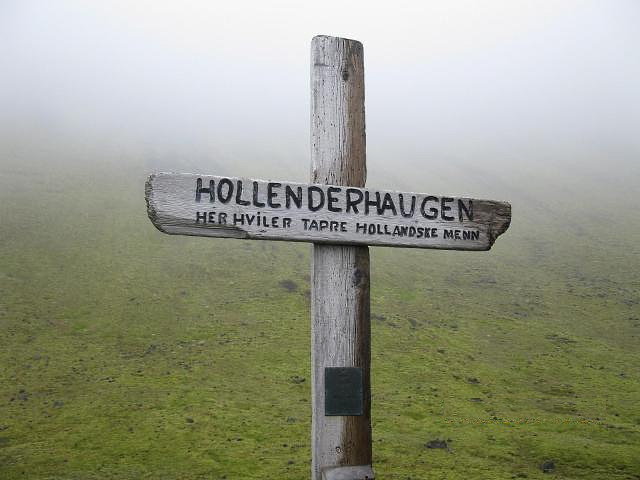
HOLLENDERHAUGEN. HER HVILER TAPRE HOLLANDSKE MENN. Cruz marcando a sepultura de sete holandeses tendo inscrito Colina dos holandeses. Aqui descansam bravos homens holandeses.
Mapa dos assentamentos em Jan Mayen.
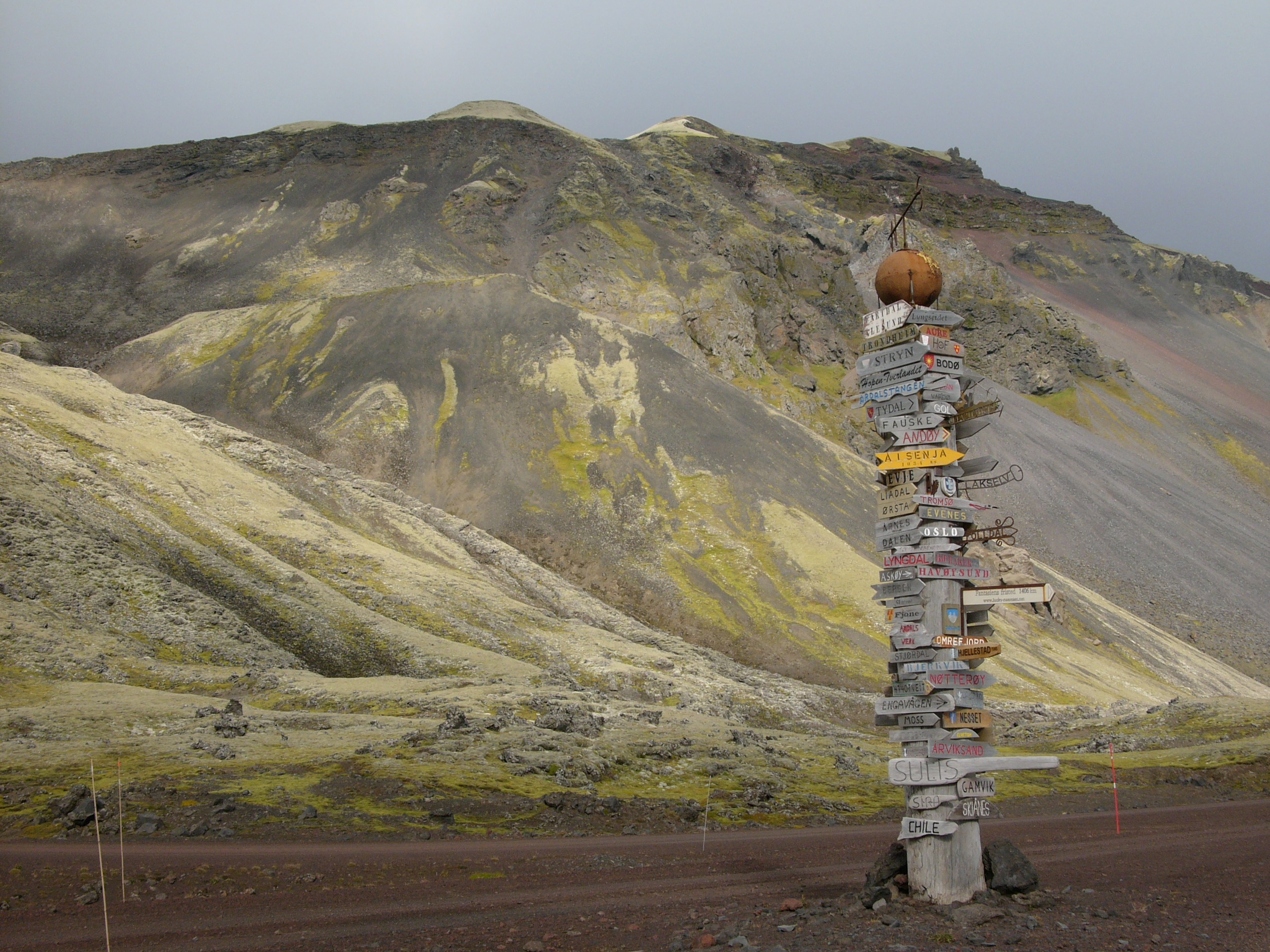
Placa tradicional com indicação da direção e distância a cidades na estação Jan Mayen.
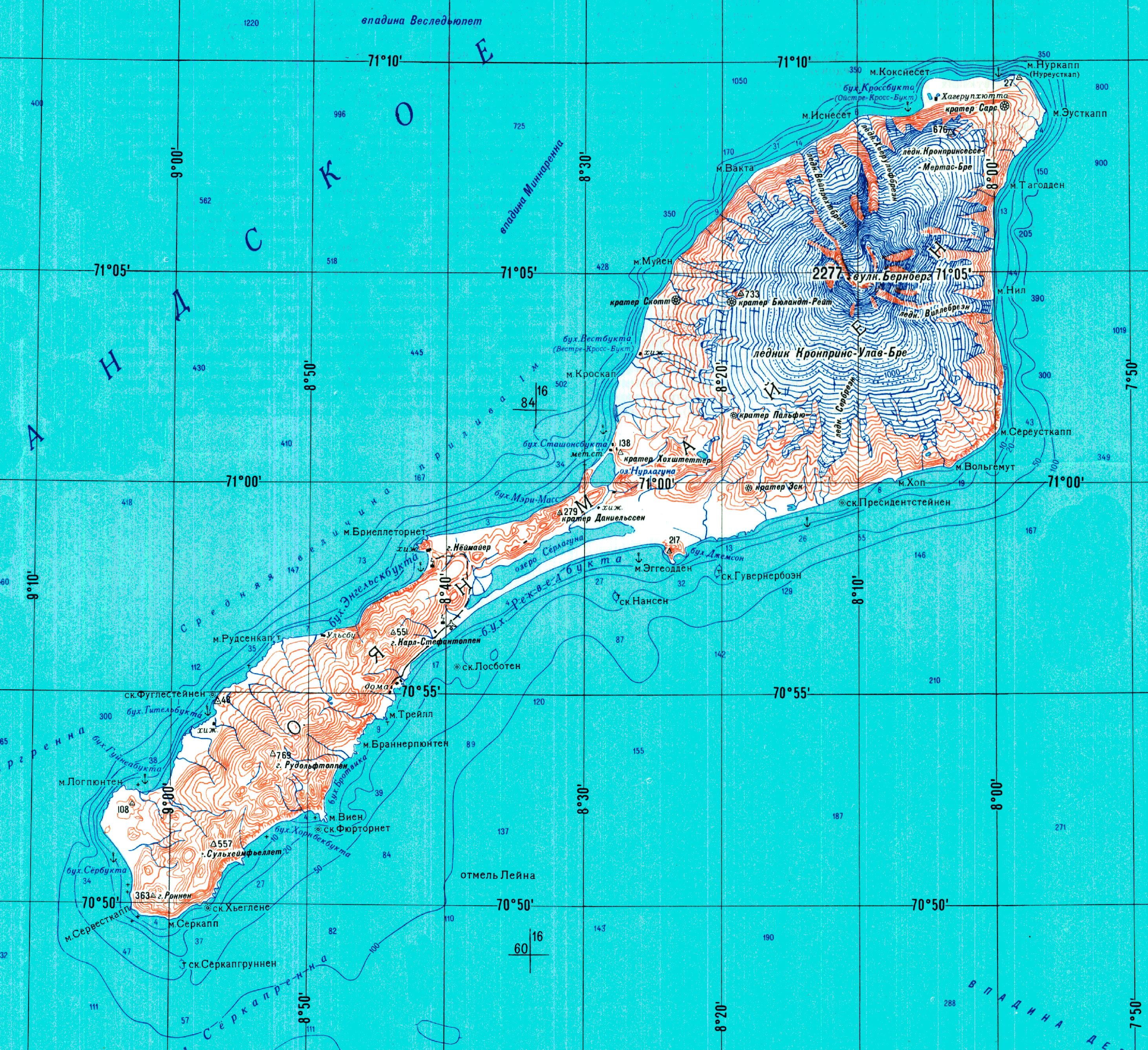
Mapa topográfico da ilha elaborado na União Soviética.

## Ambiente
Jan Mayen consiste em duas partes com geomorfologia distinta. A região a norte do istmo, Nord-Jan, tem uma forma arredondada e é dominada pelo vulcão Beerenberg, com 2277 m de altitude, com sua grande calota de gelo com uma área de 114,2 km2, que pode ser dividida em cerca de vinte glaciares individuais. O maior deles é Sørbreen, com uma área de 15 km2 e um comprimento de 8,7 km. A parte a sul do istmo, Sør-Jan, é estreita, comparativamente plana e livre de gelos, tendo a sua máxima elevação em Rudolftoppen, com 769 m de altitude. A estação e os alojamentos estão localizados na região de Sør-Jan. A ilha fica no extremo norte do microcontinente Jan Mayen. O microcontinente era originalmente parte da Placa da Gronelândia, mas acabou integrado na Placa da Eurásia.
Um regulamento datado de 2010 tornou a ilha numa reserva natural sob jurisdição norueguesa. O objetivo deste regulamento é garantir a preservação de uma ilha ártica intocada e da vida marinha próxima, incluindo o fundo do oceano. Os desembarques em Jan Mayen podem ser feitos de barco. No entanto, isso é permitido apenas numa pequena parte da ilha, chamada Båtvika (Baía do Navio). Como não há companhia aérea comercial operando na ilha, não se pode chegar lá de avião, exceto por fretamento. A permissão para pousos de um avião fretado deve ser obtida com antecedência. A permissão para permanecer na ilha deve ser obtida com antecedência e geralmente é limitada a alguns dias (ou mesmo horas). É proibido acampar. Existe um regulamento separado para a permanência de estrangeiros.
A ilha está identificada como uma Important Bird Area (IBA) pela BirdLife International por ser local de reprodução para um grande número de aves marinhas, suportando populações de pardela-branca (Fulmarus glacialis) com 78 000–160 000 pares, torda-anã (Alle alle) com 10 000–100 000 pares, airo-de-Brünnich (Uria lomvia), com 4 000–147 000 pares, e airo-de-asa-branca (Cepphus grylle) com 100–1 000 pares.

### Clima
Jan Mayen tem um clima hiperoceânico polar com uma classificação de Köppen de ET, algumas vezes considerado como EM (polar marítimo). A poderosa influência da Corrente do Golfo torna as variações de temperatura sazonais extremamente pequenas considerando a latitude da ilha, com intervalos de cerca de 6 ºC em agosto a -4 ºC em março, mas também torna a ilha extremamente nublada com pouca insolação, mesmo durante o dia polar contínuo. A cobertura de neve profunda impede que qualquer permafrost se desenvolva. Como resultado do aquecimento global, a temperatura normal de 1991-2020 mostra uma mudança na temperatura média anual de +1,9 ºC (mais quente) do que durante 1961-1990, empurrando a temperatura média anual para ligeiramente acima do ponto de congelação.
| Dados climáticos para Jan Mayen 1991–2020 (10 m, extremos 1921–2020) | Dados climáticos para Jan Mayen 1991–2020 (10 m, extremos 1921–2020) | Dados climáticos para Jan Mayen 1991–2020 (10 m, extremos 1921–2020) | Dados climáticos para Jan Mayen 1991–2020 (10 m, extremos 1921–2020) | Dados climáticos para Jan Mayen 1991–2020 (10 m, extremos 1921–2020) | Dados climáticos para Jan Mayen 1991–2020 (10 m, extremos 1921–2020) | Dados climáticos para Jan Mayen 1991–2020 (10 m, extremos 1921–2020) | Dados climáticos para Jan Mayen 1991–2020 (10 m, extremos 1921–2020) | Dados climáticos para Jan Mayen 1991–2020 (10 m, extremos 1921–2020) | Dados climáticos para Jan Mayen 1991–2020 (10 m, extremos 1921–2020) | Dados climáticos para Jan Mayen 1991–2020 (10 m, extremos 1921–2020) | Dados climáticos para Jan Mayen 1991–2020 (10 m, extremos 1921–2020) | Dados climáticos para Jan Mayen 1991–2020 (10 m, extremos 1921–2020) | Dados climáticos para Jan Mayen 1991–2020 (10 m, extremos 1921–2020) |
| Mês                                                                  | Jan                                                                  | Fev                                                                  | Mar                                                                  | Abr                                                                  | Mai                                                                  | Jun                                                                  | Jul                                                                  | Ago                                                                  | Set                                                                  | Out                                                                  | Nov                                                                  | Dez                                                                  | Ano                                                                  |
| -------------------------------------------------------------------- | -------------------------------------------------------------------- | -------------------------------------------------------------------- | -------------------------------------------------------------------- | -------------------------------------------------------------------- | -------------------------------------------------------------------- | -------------------------------------------------------------------- | -------------------------------------------------------------------- | -------------------------------------------------------------------- | -------------------------------------------------------------------- | -------------------------------------------------------------------- | -------------------------------------------------------------------- | -------------------------------------------------------------------- | -------------------------------------------------------------------- |
| Recorde alta °C (°F)                                                 | 9.5 (49.1)                                                           | 10 (50)                                                              | 8 (46)                                                               | 10.3 (50.5)                                                          | 14.4 (57.9)                                                          | 18.1 (64.6)                                                          | 18 (64)                                                              | 17 (63)                                                              | 14.2 (57.6)                                                          | 15 (59)                                                              | 10 (50)                                                              | 12.3 (54.1)                                                          | 18.1 (64.6)                                                          |
| Média alta °C (°F)                                                   | −0.7 (30.7)                                                          | −1.2 (29.8)                                                          | −1.6 (29.1)                                                          | −0.2 (31.6)                                                          | 2.1 (35.8)                                                           | 5.1 (41.2)                                                           | 7.5 (45.5)                                                           | 7.9 (46.2)                                                           | 6 (43)                                                               | 3 (37)                                                               | 0.9 (33.6)                                                           | −0.4 (31.3)                                                          | 2.37 (36.23)                                                         |
| Média diária °C (°F)                                                 | −2.9 (26.8)                                                          | −3.4 (25.9)                                                          | −3.7 (25.3)                                                          | −2.1 (28.2)                                                          | 0.4 (32.7)                                                           | 3.1 (37.6)                                                           | 5.7 (42.3)                                                           | 6.3 (43.3)                                                           | 4.5 (40.1)                                                           | 1.3 (34.3)                                                           | −1 (30)                                                              | −2.5 (27.5)                                                          | 0.48 (32.83)                                                         |
| Média baixa °C (°F)                                                  | −5.2 (22.6)                                                          | −5.5 (22.1)                                                          | −5.8 (21.6)                                                          | −3.9 (25)                                                            | −1 (30)                                                              | 1.6 (34.9)                                                           | 4.3 (39.7)                                                           | 5.1 (41.2)                                                           | 3.2 (37.8)                                                           | −0.3 (31.5)                                                          | −2.9 (26.8)                                                          | −4.6 (23.7)                                                          | −1.25 (29.74)                                                        |
| Recorde baixa °C (°F)                                                | −26.9 (−16.4)                                                        | −28.4 (−19.1)                                                        | −26.8 (−16.2)                                                        | −21.4 (−6.5)                                                         | −12 (10)                                                             | −5.1 (22.8)                                                          | −3.2 (26.2)                                                          | −2.3 (27.9)                                                          | −5.2 (22.6)                                                          | −18 (0)                                                              | −19.5 (−3.1)                                                         | −24.2 (−11.6)                                                        | −28.4 (−19.1)                                                        |
| Média precipitação mm (pol.)                                         | 61 (2.4)                                                             | 52 (2.05)                                                            | 53 (2.09)                                                            | 39 (1.54)                                                            | 35 (1.38)                                                            | 23 (0.91)                                                            | 36 (1.42)                                                            | 57 (2.24)                                                            | 78 (3.07)                                                            | 72 (2.83)                                                            | 69 (2.72)                                                            | 68 (2.68)                                                            | 643 (25.33)                                                          |
| Source #1: Instituto Meteorológico Norueguês                         |                                                                      |                                                                      |                                                                      |                                                                      |                                                                      |                                                                      |                                                                      |                                                                      |                                                                      |                                                                      |                                                                      |                                                                      |                                                                      |
| Source #2: Meteostat                                                 |                                                                      |                                                                      |                                                                      |                                                                      |                                                                      |                                                                      |                                                                      |                                                                      |                                                                      |                                                                      |                                                                      |                                                                      |                                                                      |

| Dados climáticos para Jan Mayen (1961–1990, extremos 1921–2010)                | Dados climáticos para Jan Mayen (1961–1990, extremos 1921–2010) | Dados climáticos para Jan Mayen (1961–1990, extremos 1921–2010) | Dados climáticos para Jan Mayen (1961–1990, extremos 1921–2010) | Dados climáticos para Jan Mayen (1961–1990, extremos 1921–2010) | Dados climáticos para Jan Mayen (1961–1990, extremos 1921–2010) | Dados climáticos para Jan Mayen (1961–1990, extremos 1921–2010) | Dados climáticos para Jan Mayen (1961–1990, extremos 1921–2010) | Dados climáticos para Jan Mayen (1961–1990, extremos 1921–2010) | Dados climáticos para Jan Mayen (1961–1990, extremos 1921–2010) | Dados climáticos para Jan Mayen (1961–1990, extremos 1921–2010) | Dados climáticos para Jan Mayen (1961–1990, extremos 1921–2010) | Dados climáticos para Jan Mayen (1961–1990, extremos 1921–2010) | Dados climáticos para Jan Mayen (1961–1990, extremos 1921–2010) |
| Mês                                                                            | Jan                                                             | Fev                                                             | Mar                                                             | Abr                                                             | Mai                                                             | Jun                                                             | Jul                                                             | Ago                                                             | Set                                                             | Out                                                             | Nov                                                             | Dez                                                             | Ano                                                             |
| ------------------------------------------------------------------------------ | --------------------------------------------------------------- | --------------------------------------------------------------- | --------------------------------------------------------------- | --------------------------------------------------------------- | --------------------------------------------------------------- | --------------------------------------------------------------- | --------------------------------------------------------------- | --------------------------------------------------------------- | --------------------------------------------------------------- | --------------------------------------------------------------- | --------------------------------------------------------------- | --------------------------------------------------------------- | --------------------------------------------------------------- |
| Recorde alta °C (°F)                                                           | 9.5 (49.1)                                                      | 10.0 (50)                                                       | 8.0 (46.4)                                                      | 10.3 (50.5)                                                     | 11.3 (52.3)                                                     | 18.1 (64.6)                                                     | 15.0 (59)                                                       | 15.7 (60.3)                                                     | 13.4 (56.1)                                                     | 15.0 (59)                                                       | 10.0 (50)                                                       | 12.3 (54.1)                                                     | 18.1 (64.6)                                                     |
| Média alta °C (°F)                                                             | −3.0 (26.6)                                                     | −3.3 (26.1)                                                     | −3.5 (25.7)                                                     | −1.4 (29.5)                                                     | 1.2 (34.2)                                                      | 4.1 (39.4)                                                      | 6.4 (43.5)                                                      | 6.9 (44.4)                                                      | 4.5 (40.1)                                                      | 1.9 (35.4)                                                      | −1.0 (30.2)                                                     | −2.7 (27.1)                                                     | 0.8 (33.4)                                                      |
| Média diária °C (°F)                                                           | −5.7 (21.7)                                                     | −6.1 (21)                                                       | −6.1 (21)                                                       | −3.9 (25)                                                       | −0.7 (30.7)                                                     | 2.0 (35.6)                                                      | 4.2 (39.6)                                                      | 4.9 (40.8)                                                      | 2.8 (37)                                                        | 0.1 (32.2)                                                      | −3.3 (26.1)                                                     | −5.2 (22.6)                                                     | −1.4 (29.5)                                                     |
| Média baixa °C (°F)                                                            | −8.4 (16.9)                                                     | −9.0 (15.8)                                                     | −8.5 (16.7)                                                     | −6.0 (21.2)                                                     | −2.2 (28)                                                       | 0.5 (32.9)                                                      | 2.7 (36.9)                                                      | 3.5 (38.3)                                                      | 1.3 (34.3)                                                      | −1.7 (28.9)                                                     | −5.4 (22.3)                                                     | −7.7 (18.1)                                                     | −3.4 (25.9)                                                     |
| Recorde baixa °C (°F)                                                          | −26.9 (−16.4)                                                   | −28.4 (−19.1)                                                   | −26.8 (−16.2)                                                   | −21.4 (−6.5)                                                    | −12.0 (10.4)                                                    | −5.1 (22.8)                                                     | −3.2 (26.2)                                                     | −2.3 (27.9)                                                     | −5.2 (22.6)                                                     | −18.0 (−0.4)                                                    | −19.5 (−3.1)                                                    | −24.2 (−11.6)                                                   | −28.4 (−19.1)                                                   |
| Média precipitação mm (pol.)                                                   | 56 (2.2)                                                        | 53 (2.09)                                                       | 55 (2.17)                                                       | 40 (1.57)                                                       | 40 (1.57)                                                       | 37 (1.46)                                                       | 47 (1.85)                                                       | 61 (2.4)                                                        | 82 (3.23)                                                       | 82 (3.23)                                                       | 65 (2.56)                                                       | 65 (2.56)                                                       | 683 (26.89)                                                     |
| Média de dias de precipitação (≥ 1 mm)                                         | 12.6                                                            | 11.1                                                            | 12.1                                                            | 9.1                                                             | 7.6                                                             | 7.6                                                             | 9.2                                                             | 11.1                                                            | 13.3                                                            | 14.6                                                            | 12.9                                                            | 13.0                                                            | 134.2                                                           |
| Média umidade relativa (%)                                                     | 83                                                              | 83                                                              | 84                                                              | 83                                                              | 85                                                              | 87                                                              | 89                                                              | 87                                                              | 83                                                              | 83                                                              | 81                                                              | 82                                                              | 84.2                                                            |
| Média mensal horas de sol                                                      | 0                                                               | 28                                                              | 62                                                              | 120                                                             | 149                                                             | 150                                                             | 124                                                             | 93                                                              | 60                                                              | 31                                                              | 0                                                               | 0                                                               | 817                                                             |
| Source #1: Instituto Meteorológico Norueguês                                   |                                                                 |                                                                 |                                                                 |                                                                 |                                                                 |                                                                 |                                                                 |                                                                 |                                                                 |                                                                 |                                                                 |                                                                 |                                                                 |
| Source #2: The Weather Network (humidade), World Climate data (sunshine hours) |                                                                 |                                                                 |                                                                 |                                                                 |                                                                 |                                                                 |                                                                 |                                                                 |                                                                 |                                                                 |                                                                 |                                                                 |                                                                 |

## Cultura popular
Jan Mayen é apresentado como um easter egg em vários jogos de vídeo de grande estratégia publicados pela Paradox Interactive, entre s quais o Europa Universalis IV. Em Europa Universalis IV, digitar "bearhaslanded" na consola de comando irá gerar Jan Mayen como um país em um local aleatório. Os jogadores também podem especificar onde Jan Mayen aparecerá incluindo um ID de província no comando.